# Raid de aventura

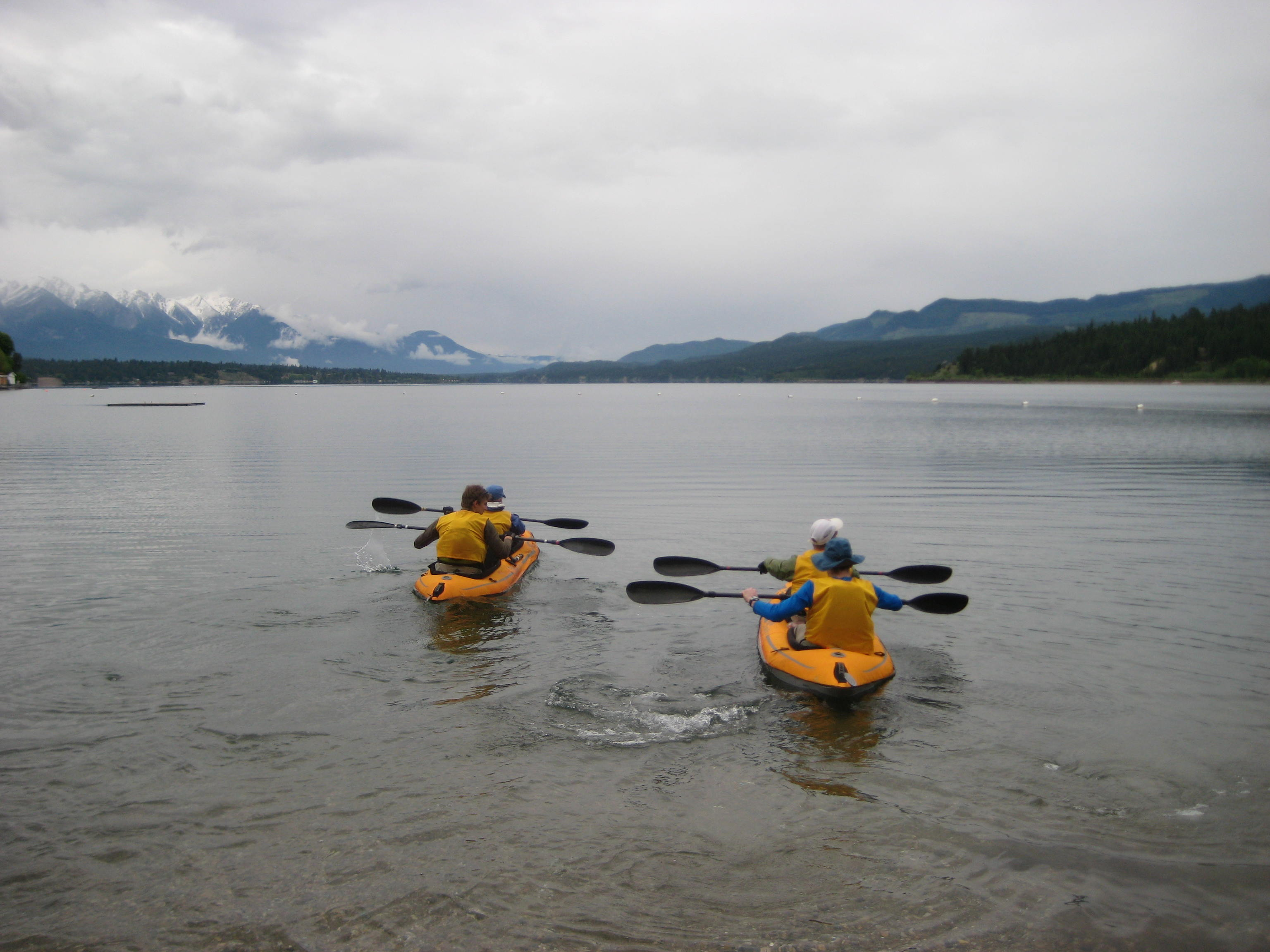
El equipo Wild Rose compitiendo en la sección de remo, en Full Moon (Canadá) en junio de 2009, Raid de Panorama Mountain Village.

Un raid de aventura es una travesía de dos o más deportes de resistencia, incluida la orientación (si se utiliza un mapa) o de navegación (cuando no se utilizan mapas), campo a través, ciclismo, remo, escalada y habilidades relacionadas con las cuerdas. Un "evento expedición" puede llevar diez días o más, mientras un "evento sprint" se puede completar en cuestión de horas. No suele haber un período de descanso nocturno obligado durante las carreras, los competidores deben elegir cuándo descansar, en el caso de que no quieran hacerlo no descansan 
En la mayoría de raides de aventura, los equipos deben tener un tamaño determinado e incluir tanto hombres como mujeres, pero muchos raides empiezan a ser menos restrictivos. Algunos también incluyen categorías por edades.
El Raid de Aventura es una competición multidiscipliar destinada a probar la capacidad de resistencia, de navegación y de supervivencia de equipos en completa autonomía.
Los equipos participantes han de completar un extenso recorrido de orientación en el menor tiempo posible, superando las dificultades naturales que encuentren a su paso, utilizando exclusivamente sus propias fuerzas, sin recibir ayuda externa, ni valerse de medios motorizados.
El recorrido ha de ser desconocido de antemano y se organiza en etapas, secciones, pruebas especiales y puntos de control intermedios, de paso obligado o voluntario.

## Historia
Las raíces de las carreras de aventura son profundas y aún se debate el origen del raid de aventura moderno. Algunos apuntan a los dos días del "Karrimor International Mountain Marathon", celebrado por primera vez en 1968, como el nacimiento de los raides de aventura modernos. En el Maratón de Karrimor, en el que se recorría una distancia equivalente a dos maratones a través de un terreno montañoso, eran necesarios equipos de dos personas que llevaban todos los suministros necesarios para mantenerse a sí mismos.
En 1980, se celebró en Nueva Zelanda el "Alpine Ironman". Los competidores corrieron, remaron y esquiaron hasta una meta distante. Más tarde ese año, el creador del "Alpine Ironman", Robin Judkins puso en marcha la carrera "costa a costa" más conocida, en el que introdujo la mayoría de los elementos modernos de los raides de aventura: senderismo, bicicleta y remo. Independientemente de ello, una carrera norteamericana, el "Alaska Mountain Wilderness Classic" debutó en 1982, con una carrera de seis día, donde los competidores llevaban todos los alimentos y equipo, sin carreteras ni apoyo durante 241 kilómetros. El raid continúa en la actualidad, cambiando las rutas cada 3 años.
En 1989, la era moderna de los raides de aventura había llegado con claridad, Gerald Fusil organizó el "Raid Gauloises" de Nueva Zelanda. Inspirado por el Rally París-Dakar, Fusil previó una carrera "tipo expedición", en el que los competidores emplearían sus fuerzas y habilidades en un terreno amplio y de difícil travesía. La carrera incluyó todos los elementos modernos de los raides de aventura, incluyendo equipos mixtos compitiendo en una carrera de varios días de más 640 kilómetros. Basándose en el concepto Fusil, se organizó el primer raid "Southern Traverse", que se celebró en 1991.
A principios de los 90, Mark Burnett leyó un artículo del LA Times sobre el "Raid Gauloises" y le inspiró para no sólo el organizar una carrera en Estados Unidos, sino también promoverlo como un evento deportivo televisado. Después de comprar los derechos de Gerald Fusil, Burnett lanzó el primer raid "Eco-Challenge" en 1995. Burnett promovió el evento con películas, premiadas en los Emmy (aprovechando el talento de Mike Sears para producir las películas de los dos primeros eventos). El "Eco-Challenge" se celebró por última vez en 2002. Con la "Eco-Challenge", también nació el nombre de "raid de aventura", una frase acuñada por el periodista y escritor Martín Dugard para describir la clase de carreras como el "Raid Gauloises" y el "Eco-Challenge".
En los últimos años el fenómeno de los raides ha cobrado fuerza y se pueden encontrar una gran variedad de raides de distinta índole: bicicletas o motos (Titan Desert y Vespa Raid) y una gran variedad de ellos en coche, como Santana Trophy y Panda Raid entre otros.

## Tipos de carreras
Existen varios tipos de modalidades:
- Esprint o sprint: normalmente una carrera de dos a seis horas, con un mínimo de navegación y pruebas especiales de agilidad o astucia.
- 12 horas: de seis a doce horas de carrera, con navegación y orientación limitadas.
- 24 horas: una carrera de una duración de entre 18-30 horas (incluso más), que suele implicar navegación basada en coordenadas UTM. A menudo, el trabajo con cuerdas es fundamental (por ejemplo, escalada o rappeles). A partir de estas duraciones, los competidores necesitan un equipo de apoyo para el transporte de equipo de un lugar a otro. Hay pruebas que no permiten equipos de apoyo, en ese caso los organizadores de la carrera organizan el transporte del equipo a los puestos de control designados para los corredores.
- De varios días: carrera de 36 a 48 horas, donde se introduce la navegación avanzada y la elección de ruta. La privación del sueño se convierte en un factor importante.
- Expedición: carrera de tres a once días (incluso más), con la inclusión de todos las disciplinas de otras carreras, y a menudo con disciplinas adicionales (por ejemplo, montar a caballo, remar en zonas inusuales, alta montaña y trabajo con cuerdas).